# Ivar Slik
Ivar Slik (Nigtevecht, 27 de mayo de 1993) es un ciclista neerlandés, miembro del equipo À BLOC CT. 

## Palmarés
2012
- 1 etapa del Istrian Spring Trophy
- Ronde van Midden-Nederland

2018
- 1 etapa del Tour de Fuzhou

2019
- 1 etapa del Tour de Sibiu[2]
- 1 etapa del Tour de Rumania
- 1 etapa del Tour de Fuzhou